# PIA Automation
Die PIA Automation ist eine Unternehmensgruppe mit 12 miteinander vernetzten Standorten in Europa, Nordamerika und Asien. Die PIA Gruppe entwickelt und baut Montagelinien für die Herstellung, Montage und Prüfung technischer Komponenten und Produkte. Sie bietet zudem ein globales Serviceportfolio und eigene Industrie 4.0-Lösungen für die Digitalisierung und Vernetzung der Produktion an.

## Standorte
Neben dem Firmensitz in Bad Neustadt a.d.Saale ist PIA an den folgenden weltweiten Standorten vertreten:
Amberg
- Erfurt
- Esslingen
- Grambach (Österreich) 
- Sesvete (Kroatien) 
- Evansville (USA) 
- Toronto (Kanada) 
- León (Mexiko) 
- Ningbo (China) 
- Suzhou (China) 
- Shanghai (China)

## Produkte
Das Unternehmen bietet Automatisierungslösungen, Produktionslinien/Montageanlagen, Mess- und Prüfanlagen (z. B. EOL-Tester), Medizinanlagen/Reinraumanlagen, Handarbeitsplätze, Roboterzellen und autonome Mobile Roboter, Schweißzellen, Fügemodule, Palettierer, Sonderanlagen/Speziallösungen und Smarte Apps.

## Struktur
Die Aktivitäten des Unternehmens in Deutschland gehen vor allem auf die seit 2011 in chinesischem Eigentum befindliche Unternehmensgruppe Preh zurück. Heute werden diese über die PIA Automation Holding GmbH abgewickelt. Die Holding ist eine hundertprozentige Tochtergesellschaft der Ningbo PIA Automation Holding Corp. im chinesischen Zhejiang.

## Geschichte
(Quelle: PIA Group)
- 1963  Gründung Evana
- 1975  Gründung IMA
- 1982  Preh gründet Industrie Ausrüstung
- 1989  Gründung M&R Automation
- 2004  Gründung Special machinery departement von Joyson CN
- 2014 – 2016	Übernahme: IMA Automation Amberg GmbH und Umfirmierung: Preh IMA Automation, Gründung: Ningbo Joyson Preh Industrial Automation & Robot Co.Ltd., China, Übernahme: Evana Automation
- 2017  Gründung: PIA Automation GmbH und Übernahme der Preh IMA Automation und M&R Automation
- 2019  Gründung: PIA Automation Co. Ltd. (Suzhou), Umfirmierung: Ningbo PIA Automation Holding Corp.
- 2021  Gründung: PIAMEX AUTOMATION, S. de R.L. de C.V.
- 2022  Börsengang von NPIA am STAR MARKET der Shanghai Stock Exchange unter der Aktiennummer 688306
- 2023  Gründung: Shanghai PIA Medical Technology Co.,Ltd.